# Sturm-Division Rhodos
Die Sturm-Division Rhodos war ein deutscher,  militärischer Großverband im Zweiten Weltkrieg.

## Geschichte

### Aufstellung
Die Sturm-Division Rhodos des Heeres der deutschen Wehrmacht wurde am 31. Mai 1943 während des Zweiten Weltkriegs aus Teilen der 22. Infanterie-Division und der früheren 164. Infanterie-Division auf der damals italienisch besetzten griechischen Dodekanes-Insel Rhodos aufgestellt. Kommandeur wurde Generalleutnant Ulrich Kleemann. Die Sturm-Division hatte jedoch nur Brigadestärke.
- Grenadier-Regiment Rhodos
- Füsilierbataillon Rhodos (nur 1944)
- Panzerabteilung Rhodos
- je eine Flak-, Pionier- und Nachrichtenkompanie

zeitweise unterstellt Heerestruppen und Einheiten der 999. leichten Afrika-Division aus
- Panzeraufklärungsabteilung 999
- III. und IV. Abt. Artillerie-Regiment 999
- Versorgungseinheiten 999

### Verlegung nach Belgrad
Größere Teile der Division wurden – nur mit leichten Waffen versehen – im September 1944 mit Ju 52 von Rhodos nach Saloniki und weiter bis Belgrad ausgeflogen und dort im Kampf gegen die Sowjets und die Tito-Partisanen eingesetzt.

### Vernichtung
Die Kämpfe waren verlustreich und führten zur faktischen Vernichtung des Verband. 

### Verwendung der Reste der Division
Nur Reste wurden der Panzergrenadierdivision Brandenburg eingegliedert. Die auf der Insel verbliebenen Teile führte der „Kommandant Ost-Ägäis“, Generalmajor Otto Wagener bis zur Kapitulation vor den Briten am 9. Mai 1945.